# ブルガリアの民俗舞踊
ブルガリアの民俗舞踊について、基本的に現在のブルガリア共和国の領土とされる地域における民俗舞踊を指すが、民俗的に関係が深い周辺諸地域についても言及する。
ブルガリアの民俗舞踊はブルガリアの音楽に密接に関連している。バルカンの民俗音楽の特徴に変拍子があり、「速い」拍節と「遅い」拍節を様々に組み合わせて構成している。西洋音楽の記法では複合拍子記法でアクセントを置いて記されることが多い。ブルガリアの踊りの多くはラインダンスで、手をつないで直線又は曲線の列で踊る。踊りを指す一般的な呼称はホロ（ブルガリア語: хоро）である。

## 概要
多くのブルガリアの踊りはラインダンスで、手をつないで直線、又は曲線の列で踊る場所の中心を向いて踊る。元々、男女別の列あるいは、男女を分けてハンカチーフを介してつながるようにして直接の接触を避けていたが、現在では男女が混じって踊ることが多い。
踊りに応じて、異なる手のつなぎ方をする、例えば、手をつなぐ高さの変化や動作の他、腕や肩を組んだり、ベルトやサッシュを互いにつかんだりする。ベルト或いはサッシュは、腰にゆるめに巻いており、列を保ちながらも自由に移動できる。また、つながらずに一人づつで踊ることもある。
ブルガリアの踊りは、微妙なリズムと複雑なフットワークが特徴的である。いくつかの踊りでは、ダンスを通して同じステップパターンを繰り返すが、リーダーの判断で掛け声をかけて異なるステップに変化させていく踊りもある。更には、基本のステップの中で、個々の踊り手が即興の動作したり、張り合う様に踊ることもある。
なお、ブルガリアに限らず近隣地域でも同様であるが、踊りの列が右または左に移動する様な踊りでは、列の先頭の踊り手が「リーダー」である。リーダーは、列をリードして他の列と衝突しないようにしたり、バリエーションを呼び出すために掛け声を送ったりする責任がある。

## 民俗舞踊の歴史
→ブルガリアの歴史や背景についての詳細は「ブルガリアの歴史」も参照

## 地域の差異
2018年時点のブルガリアは28のブルガリアの州で構成されているが、その行政上の境界と民族学的特徴の分布、更には踊りの特徴が一致するわけではない。ブルガリアは踊りに関して、大きく7つの民族学的な地域に分けることができる。
- 北ブルガリア地方（英語版） (Severnyashka)
- ドブロジャ（英語版）地方
- トラキア（英語版）地方 (Thrace)
- ショップ地方（英語版）
- ピリン地方（英語版） (Bulgarian Macedonia)
- ロドピ（英語版）地方
- ストランジャ地方（英語版）

地域ごとの特徴を有しており、知識豊富な観察者であればプラヴォ・ホロのような一般的な踊りを見ればどこの地域の踊りか判別できる程度に、各地域に独特の踊りのスタイルがある。また、バルカン半島の民族の複雑な混成状態のため、各地域や各村でも独自の踊りを持っていることもある。ブルガリアの踊りに関する文献では、地方のバリエーションはダンスの名前に地理的な起源を加えることによって区別されることが多い。例えば、「プラヴォ・プロヴディヴスコ・ホロ」は「プロヴディフ」の町の「プラヴォ」の踊り（ホロ）を意味する。

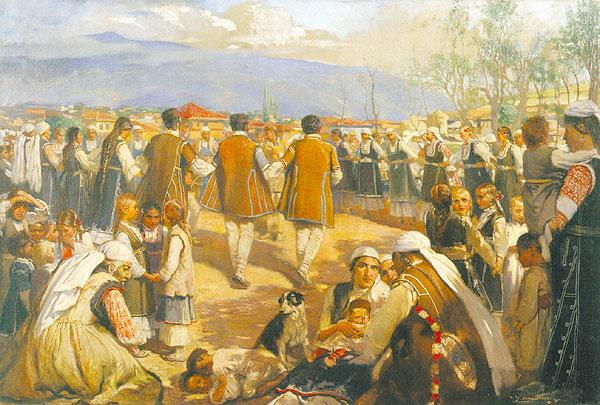
ショップ地方のホロ

## 民俗音楽・楽器
→ブルガリアの民俗音楽を含む音楽・楽器全般についてはの詳細は「ブルガリアの音楽」も参照

## リズムと拍子
よく見られる変則拍子の音楽において、ビートの割合は「正確で合理的」とは限らない。
たとえば、よく知られている曲『Eleno Mome（ブルガリア語：Елено Моме）』では、
- ７拍子　= ２＋２＋１＋２
- １３拍子　= ４＋４＋２＋３
- １２拍子　= ３＋４＋２＋３

といった3つの表現がある。
前者の形式ではビート上の3と4の拍節をほぼ同じとみなして演奏しており、後者の2つの形式は、演奏家が最初と最後のビートをスピードアップさせる手法としても使われる。
このように、見かける頻度は低いが、拍子の組み合わせのバリエーションも幅広く存在する。
以下のリストでは、基本的にその地域の実情に従っている。
元の英文には踊りの教え方についての記載があるが、不適切に思えるので割愛している。

## 民俗舞踊のリスト

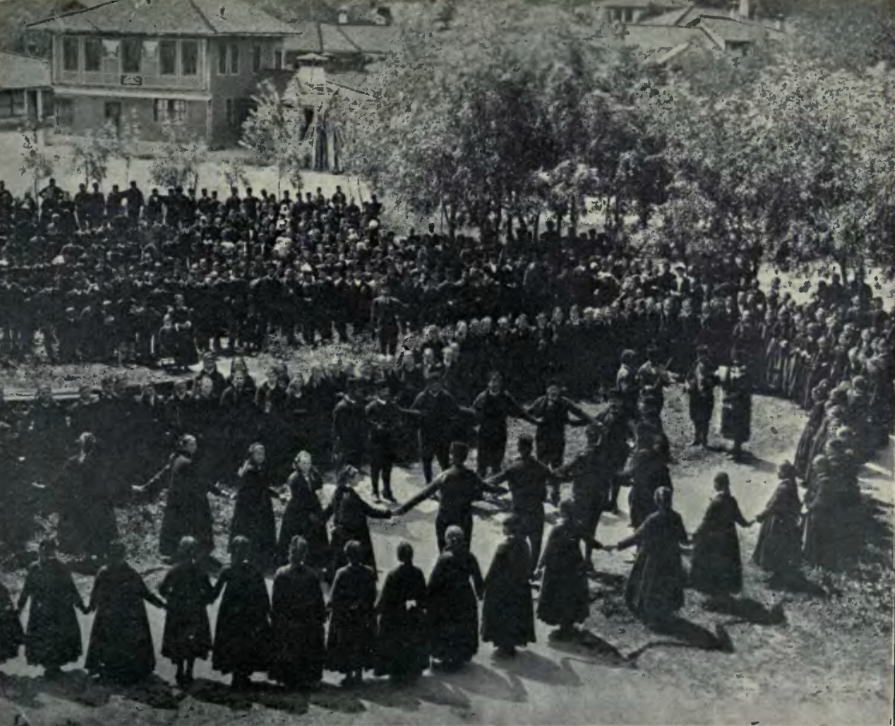
ホロを踊るブルガリアの農民(1906年)

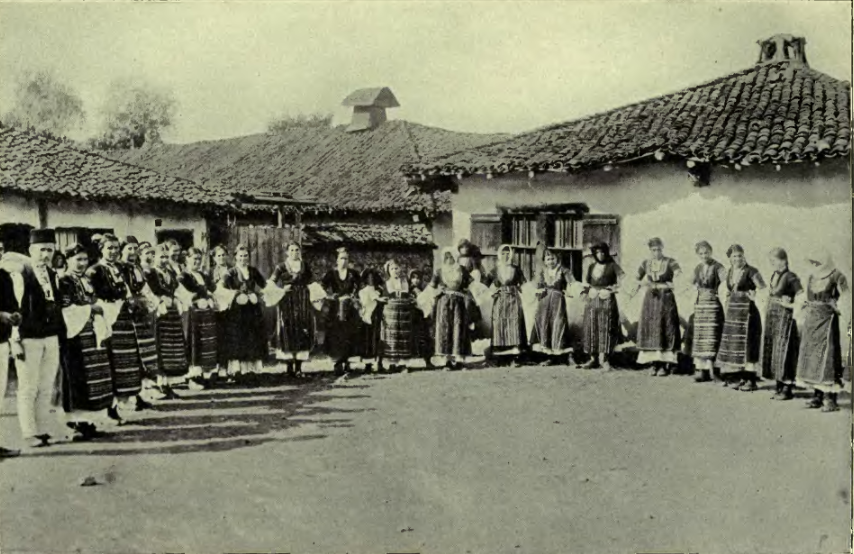
ホロを踊ろうとしているブルガリアの農民たち(1913年)

以下のブルガリアの民俗舞踊のリストには、その曲の一般的な拍子と踊りのリズムを記載している。なお、ホロという言葉は "ダンス"を意味し、時には踊りの名前に付加される。
ここでは公式のブルガリアの翻字法を使用する。なお、検索用に他の翻字例も記載している
| 曲名 (他の翻字例) | 曲の拍子                                                            | 踊りのリズム                                             | 特徴・補足 |
| --- | ------------------------------------------------------------------- | -------------------------------------------------------- | --- |
| トリティ・パティ ブルガリア語: Трите пъти (Trite pati,Trite puti, Trite pŭti) | ２/４                                                               | １＋１＋２                                               | 素早い足の動きのラインダンス。 |
| トロパンカ ブルガリア語: Тропанка (Tropanka) | ２/４                                                               |                                                          | ドブロジャの男性舞踊。足を踏み鳴らし、つないだ腕を振ったり上げ下げする。 |
| オパス ブルガリア語: Опас (Opas) | ２/４                                                               |                                                          | 列の隣の人と胸の前で手をつないで踊ることが多い。 |
| プラヴォ・ホロ ブルガリア語: Право хоро (Pravo Horo) | ２/４又は６/８                                                      | ３＋３                                                   | 曲の拍子について、歌の部分で２/４で、すこし速めのインストゥルメンタル部で６/８となることが多い。ブルガリアでは、６/８が３連音符を用いた２/４に転記されることもある。 プラヴォは、列で互いのベルトをつかみ（左腕が右腕の前）、列が作った半円の円心に対して右足からステップして、反時計回り移動する。踊りは「quick quick slow」の３拍節をもとに構成されている。 |
| ショプスコ・ホロ ブルガリア語: Шопско хоро (Sopsko horo,Shopp horo,Shope horo,Chope dance,Šop dance)                                                                                 | ２/４                                                               |                                                          | 元は男性の踊りとされていたが、最近は女性の踊りもある。ガイダ、タパン等で伴奏することが多い。 |
| パイデュシュコ・ホロ ブルガリア語: Пайдушко хоро (Paidushko horo,Paydushko horo,Pajduško horo,Pajduška horo,Payduska horo,Baiduska horo)                                             | ５/１６又は５/８                                                    | ２＋３                                                   | 跛行した動きが特徴的な踊り。ブルガリア南部からマケドニア、ギリシャでは(３＋２)と拍節が入れ替わったパターンもある。 |
| チェトボルノ・ホロ ブルガリア語: Четворно хоро (Chetvorno horo,Četvorno horo) | ７/１６                                                             | ３＋２＋２又は３＋４                                     | |
| ルツェニツァ ブルガリア語: Ръченица (Rachenitsa,Rŭchenitsa,Râčenica) | ７/１６                                                             | ２＋２＋３又は４＋３                                     | 単独、あるいはカップルダンスで踊ることが多い |
| レスノト・ホロ ブルガリア語: Лесното хоро (Lesnoto) | ７/８                                                               | ３＋２＋２                                               | ゆっくりとしたラインダンス |
| ギンカ ブルガリア語: Гинка (Ginka) | ７/８                                                               | ３＋２＋２                                               | ピリン地方のゆっくりとしたラインダンス |
| スボルナト・ホロ ブルガリア語: Сворнато хоро (Svornato horo) | ９/８                                                               | ２＋２＋２＋３                                           | ピリン地方の４小節のラインダンス |
| バルネンスコ・ホロ ブルガリア語: Варненско хоро (Varnensko horo) | ９/８                                                               | ２＋２＋２＋３                                           | ゆっくりとしたラインダンス |
| エレニノ・ホロ ブルガリア語: Еленино хоро (Elenino horo) 又は エレノ・モメ ブルガリア語: Елено Моме (Eleno Mome)                                                                     | ２＋２＋１＋２/８又は４＋４＋２＋３/１６又は３＋４＋２＋３/１６     | ２＋２＋１＋２                                           | ラインダンス。Smithsonian recording (４＋４＋２＋３) |
| ペトルニノ・ホロ ブルガリア語: Петрунино хоро (Petrunino horo) | ３＋２＋２＋２＋３/１６又は２＋２＋１＋２/８又は４＋４＋２＋３/１６ | ３＋２＋２＋２＋３                                       | |
| ダイチョボ・ホロ ブルガリア語: Дайчово хоро (Daichovo horo,Daychovo horo,Dajčovo horo)                                                                                               | ９/１６                                                             | ２＋２＋２＋３                                           | 輪になって踊り、リーダーの掛け声で次の動作に変わっていく。 |
| グランチャルスコ・ホロ ブルガリア語: Грънчарско хоро (Grancharsko horo,Gryncharsko horo,Gruncarsko horo)                                                                             | ９/１６                                                             | ２＋３＋２＋２                                           | |
| ガンキノ・ホロ ブルガリア語: Ганкино хоро (Gankino horo) 又は コパニッツァ ブルガリア語: Копаница (Kopanica,Kopanitsa)                                                               | １１/１６                                                           | ２＋２＋３＋２＋２                                       | ラインダンス。 |
| アチャノ・ムラダ・ネベスト ブルガリア語: Ацано млада невесто (Acano mlada nevesto)                                                                                                   | １１/８                                                             | ３＋２＋２＋２＋２                                       | マケドニア地域の曲。ラインダンス。 |
| クリヴォ・プロヴディヴスコ・ホロ ブルガリア語: Криво пловдивско хоро (Krivo plovdivsko horo) 又は クリヴォ・サドヴスコ・ホロ ブルガリア語: Криво садовско хоро (Krivo sadovsko horo) | １３/１６                                                           | ２＋２＋２＋３＋２＋２                                   | クリヴォ・プロヴディヴスコ・ホロは、同じ名前で１１/１６（２＋２＋３＋２＋２）の踊りの紹介事例もある |
| イスパイチェ ブルガリア語: Испайче' (Ispayche, Ispajče) 又は イスパイチ ブルガリア語: Испайчи (Ispaychi)                                                                             | １３/１６                                                           | ８＋５又は３＋２＋３＋２＋３                             | |
| エルバサンスコ・ホロ ブルガリア語: Елбасанско хоро (Elbasansko horo) | １４/１６                                                           | ９＋５又は２＋２＋２＋３＋２＋３                         | [ 7 ] |
| ブチミッシュ ブルガリア語: Бучимиш (Buchimish, Bučimiš) | １５/１６                                                           | ２＋２＋２＋２＋３＋２＋２                               | ラインダンス。 |
| ヨヴェ・マレ・モメ ブルガリア語: Йове мале моме' (Yove male mome, Jove male mome, Jove malaj mome) 又は ポヴェラ・エ・ヨヴァ ブルガリア語: Повела е Йова (Povela e Yova)             | １８/１６                                                           | ３＋２＋２＋２＋２＋３＋２＋２                           | |
| サンダンスコ・ホロ ブルガリア語: Санданско хоро (Sandansko horo) | ２２/１６                                                           | ２＋２＋２＋３＋２＋２＋２＋３＋２＋２                   | |
| セディ・ドンカ ブルガリア語: Седи Донка (Sedi donka) 又は プロヴディヴスコ・ホロ ブルガリア語: Пловдивско хоро (Plovdivsko horo)                                                     | ２５/１６                                                           | ７＋７＋１１(３＋２＋２＋３＋２＋２＋２＋２＋３＋２＋２) | |
| ドゥナブスコ・ホロ ブルガリア語: Дунавско хоро (Dunavsko horo) | ２/４                                                               |                                                          | |